# Carl Ludwig
Carl Friedrich Wilhelm Ludwig (ur. 29 grudnia 1816 w Witzenhausen, zm. 23 kwietnia 1895 w Lipsku) – niemiecki lekarz, fizjolog.

## Życiorys
W 1842 został profesorem fizjologii, w 1846 profesorem anatomii topograficznej. Wykładał kolejno na uniwersytetach w Marburgu (1846-49), Zurychu (1849-55), Wiedniu (1855-65) i Lipsku (1865-95), gdzie założył instytut fizjologiczny, dziś nazwany jego imieniem. W 1884 otrzymał Medal Copleya. W 1878 otrzymał Order Maksymiliana. W 1889 odznaczony Pour le Mérite za Naukę i Sztukę.
Od 1932 Niemieckie Towarzystwo Kardiologiczne przyznaje medal Carla Ludwiga za wyjątkowe osiągnięcia na polu kardiologii.